# László Tengelyi
Laszló Tengelyi ( Budapest, 11 de julio de 1954 – Budapest, 19 de julio de 2014 ) fue un filósofo húngaro, profesor en la Universidad de Wuppertal.

## Biografía
Antiguo alumno de la Universidad Eötvös Loránd de Budapest, en 1986 defendió su tesis doctoral ( Kant über das Fundament der Ethik ) y en 1995, una habilitación sobre el problema del mal en Kant y en la filosofía poskantiana. Permaneció en esta universidad hasta 2001, cuando fue nombrado catedrático de Fenomenología y Filosofía Teórica en la Universidad de Wuppertal, sucediendo a Klaus Held. De 1998 a 2000 fue profesor invitado en la Universidad de Poitiers.
Fue presidente de la Deutsche Gesellschaft für phänomenologische Forschung de 2003 a 2005 y también brindó apoyo científico a los Husserl Studien y los Annales de phenomenologie .

## Compromiso
En enero de 2011, Tengelyi publicó una carta abierta en Alemania llamando la atención sobre el hecho de que varios intelectuales húngaros como Ágnes Heller, Mihály Vajda y Sándor Radnóti hubieran sido acosados mediante una campaña mediática desorbitada tras criticar la nueva ley de medios de comunicación de Hungría, del presidente Orban, en particular por parte del influyente periódico progubernamental Magyar Nemzet.

## Publicaciones
Monografías
- Der Zwitterbegriff Lebensgeschichte. Fink, München 1998, ISBN 3770532481
- Erfahrung und Ausdruck. Phänomenologie im Umbruch bei Husserl und seinen Nachfolgern. Springer, Dordrecht 2007, ISBN 9781402054334 (Phaenomenologica, Band 180).
- Neue Phänomenologie in Frankreich. Suhrkamp, 2012, ISBN 9783518295748.
- Welt und Unendlichkeit: Zum Problem phänomenologischer Metaphysik. Karl Alber, Freiburg, 2014, ISBN 9783495486610.

Ensayos
- Antwortendes Handeln und ordnungsstiftendes Gesetz. In: M. Fischer, H.-D. Gondek, B. Liebsch (Hrsg.), Vernunft im Zeichen des Fremden, Suhrkamp, Frankfurt am Main 2001, S. 278–303.
- L’esprit selon Kant, Revue des Sciences philosophiques et théologiques, 85 (2001), S. 11–22.
- L’expérience et son expression catégoriale. In: Studia Universitatis Babeş–Bólyai, Philosophia, XLIV, 1–2 (1999), Cluj 2001.
- Erfahrung und Ausdruck. In: W. Hogrebe (Hrsg.), Philosophia Hungarica, Königshausen & Neumann, Würzburg 2001, S. 219–228.
- Erfahren, Handeln, Erzählen. In: J. Trinks (Hrsg.), Möglichkeiten und Grenzen der Narration, Turia + Kant Verlag, Wien 2002, S. 97–112.
- Historische Erfahrung (ungarisch), Világosság, 5–6/2002.
- L’expérience et la réalité. L’idéalisme transcendantal de la phénoménologie husserlienne, Annales de phénoménologie 2 (2003), 13–24.